# Kojetín (Petrovice)
Kojetín je malá vesnice, část obce Petrovice v okrese Příbram ve Středočeském kraji. Nachází se asi 1,5 kilometru jihovýchodně od Petrovic. Vesnicí protéká Brzina. Vesnicí prochází silnice II/105. Kojetín byl v roce 2005 vyhlášen vesnickou památkovou zónou. Kojetín leží v katastrálním území Kojetín u Petrovic o rozloze 2,92 km².

## Název
Jméno vesnice je odvozeno od jména Kojata.

## Historie
První písemná zmínka o vesnici pochází z roku 1220, kdy Vítek (III.) z Prčice prodal zděděnou ves milevskému klášteru. Kojetín patřil pod kovářovskou rychtu a později po jejím rozdělení i pod hrazanskou rychtu. Zprvu pod panství zvíkovské a posléze pod panství orlické.
Dříve zde byla soustředěná kamenická výroba.
Sbor dobrovolných hasičů byl založený roku 1892.

## Obyvatelstvo
| Rok            | 1869 | 1880 | 1890 | 1900 | 1910 | 1921 | 1930 | 1950 | 1961 | 1970 | 1980 | 1991 | 2001 | 2011 | 2021 |
| -------------- | ---- | ---- | ---- | ---- | ---- | ---- | ---- | ---- | ---- | ---- | ---- | ---- | ---- | ---- | ---- |
| Počet obyvatel | 173  | 165  | 158  | 158  | 128  | 126  | 132  | 143  | 135  | 146  | 111  | 87   | 91   | 89   | 104  |
| Počet domů     | 18   | 20   | 20   | 19   | 21   | 21   | 23   | 33   | 33   | 30   | 31   | 35   | 36   | 37   | 43   |

## Obecní správa
Při sčítání lidu v letech 1850–1954 Kojetín byl osadou obce Hrazany v okrese Milevsko. V letech 1954–1960 byl samostatnou obcí, se kterým patřil nejprve do okresu Milevsko, ale od roku 1960 v okrese Příbram. Od 1. července 1960 je částí obce Petrovice v okrese Příbram. V letech 1954–1960 k obci patřily Mašov a Porešín.

## Pamětihodnosti
- Usedlost čp. 4
- Uprostřed vesnice se nachází kaple se zvonicí. Nad vchodem do kaple je datace 1889.
- U bývalé cesty směrem na Mašov se nachází dřevěný Kortanův kříž z roku 1724. Břevno i ramena kříže byla několikrát opravena.[3] V současnosti zde od roku 2009 stojí dřevěná replika tohoto kříže.
- Před vesnicí by se měly nacházet dva kříže a oba z roku 1888. Blíž ke vsi se nacházel Benešův kříž.[3] V současné době je u nepoužívané staré cesty na Mašov zřejmě jen jeden kříž.
- Na konci vesnice, u bývalé cesty do Petrovic se nachází barokní kaple zasvěcená svaté Trojici. [3] Kaple byla dlouho neudržovaná a špatně přístupná. V současnosti (2019) probíhá její oprava.
- Kříž v ohrádce z roku 1868 se nachází u komunikace z vesnice směrem na Petrovice. Datace je uvedena na spodní části vysokého kamenného podstavce, který je reliéfně zdobený motivem kalicha. V oválném štítku je tento nápis: CHVÁLA KRISTU
- Poblíž obce u cesty z Petrovic do Milevska se nachází smírčí kříž. Přesná lokalita kříže není záměrně uvedena. O tomto kříži se zmiňuje tento zdroj v roce 1940 jako o nizounkém, z jednoho kusu kamene vytesaném a zpola zasypaném. Kříž byl pravděpodobně znovu obnoven. K tomuto kříži se vztahuje pověst o náhlém úmrtí panského truhláře z Petrovic, který na tomto místě zahynul.[8]

## Pověsti
První pověst se vztahuje ke Kortanovu kříži.
Zde na tomto místě došlo ke zranění. Z nedalekého Mašova jela svatba do Petrovic a družba vystřelil a nešťastnou náhodou zasáhl ženicha.
Další pověst se vztahuje k dvěma křížům před obcí. V nedalekých Petrovicích podvodně využívala žena důvěřivé bohaté zákazníky. Měly se jí zjevovat duše zemřelých, měla s nimi rozprávět, měly ji prosit o pomoc. Aby jim vyhověla, chodívala na poutní místo, na Svatou Horu, kde nechávala sloužit mše za tyto duše. Patřičný obnos poté požadovala po pozůstalých v rodině. Aby jí bylo uvěřeno, tajně chodívala do petrovického kostela a rozsvěcela světla. Když byla podvodnice přistižena místním kaplanem Eduardem Šittlerem, bylo jí uloženo, aby jako pokání nechala postavit dva kříže u vesnice.

## Galerie

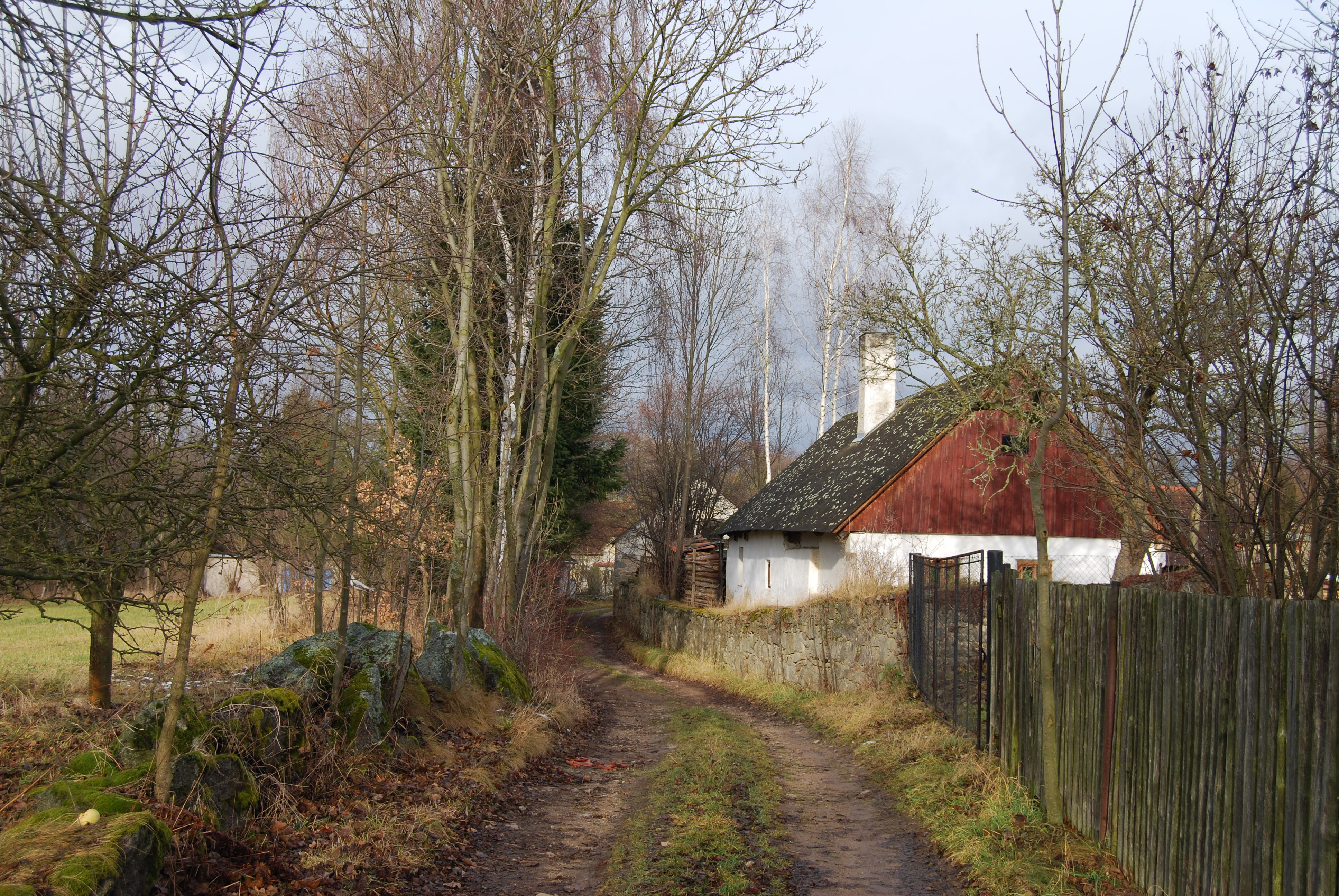
Pohled na ves z cesty na Mašov
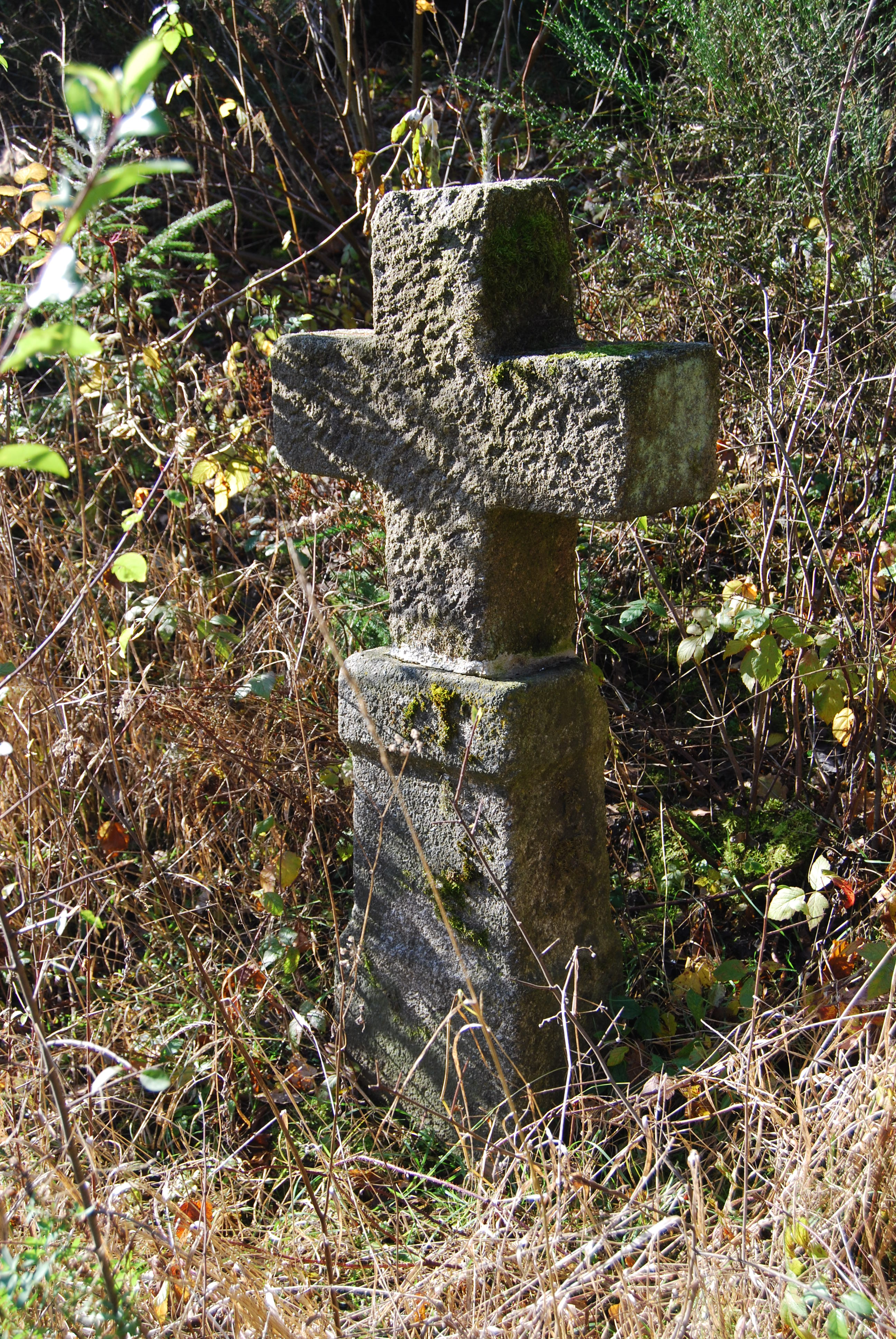
Smírčí kříž
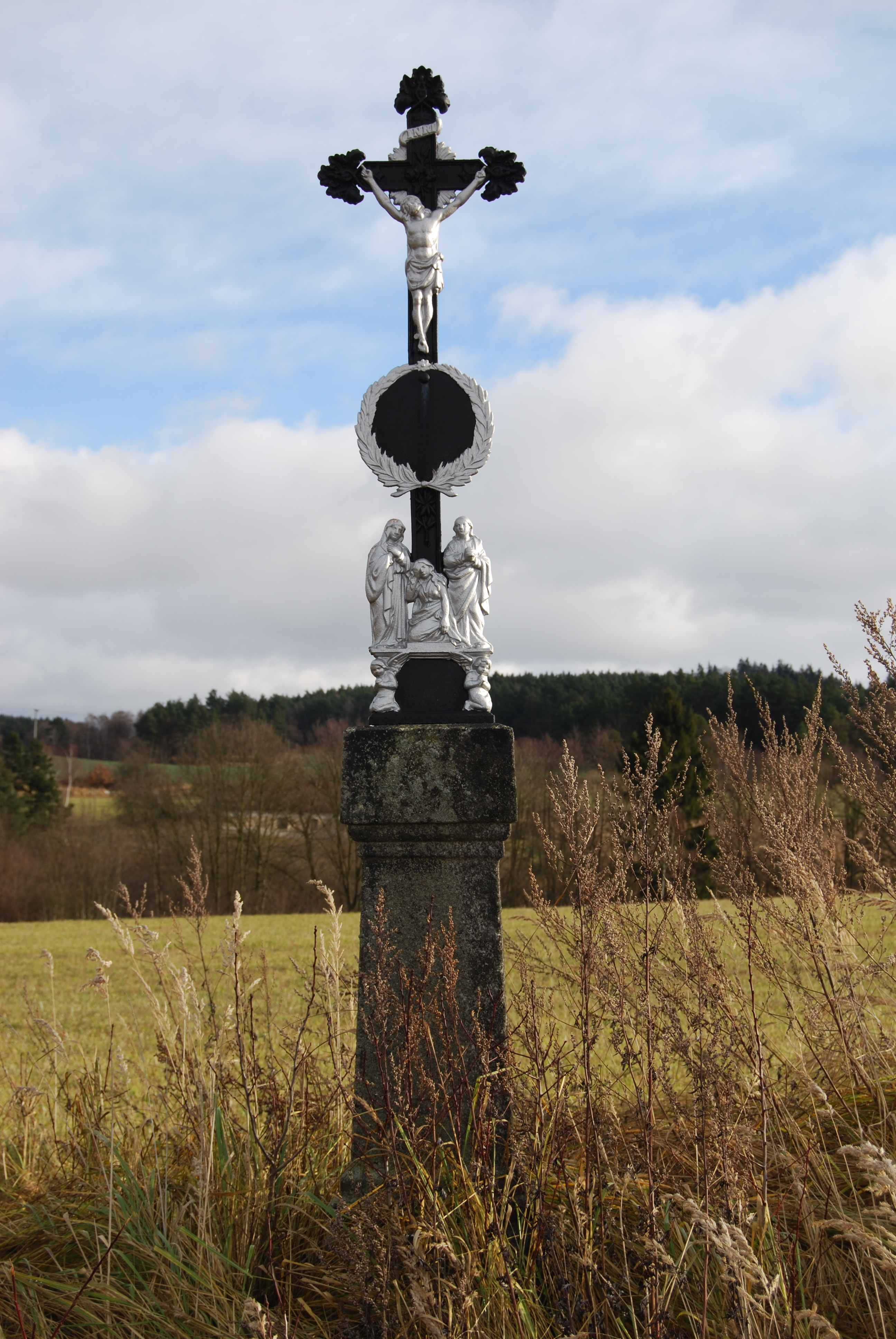
Kříž před vesnicí u bývalé cesty na Mašov
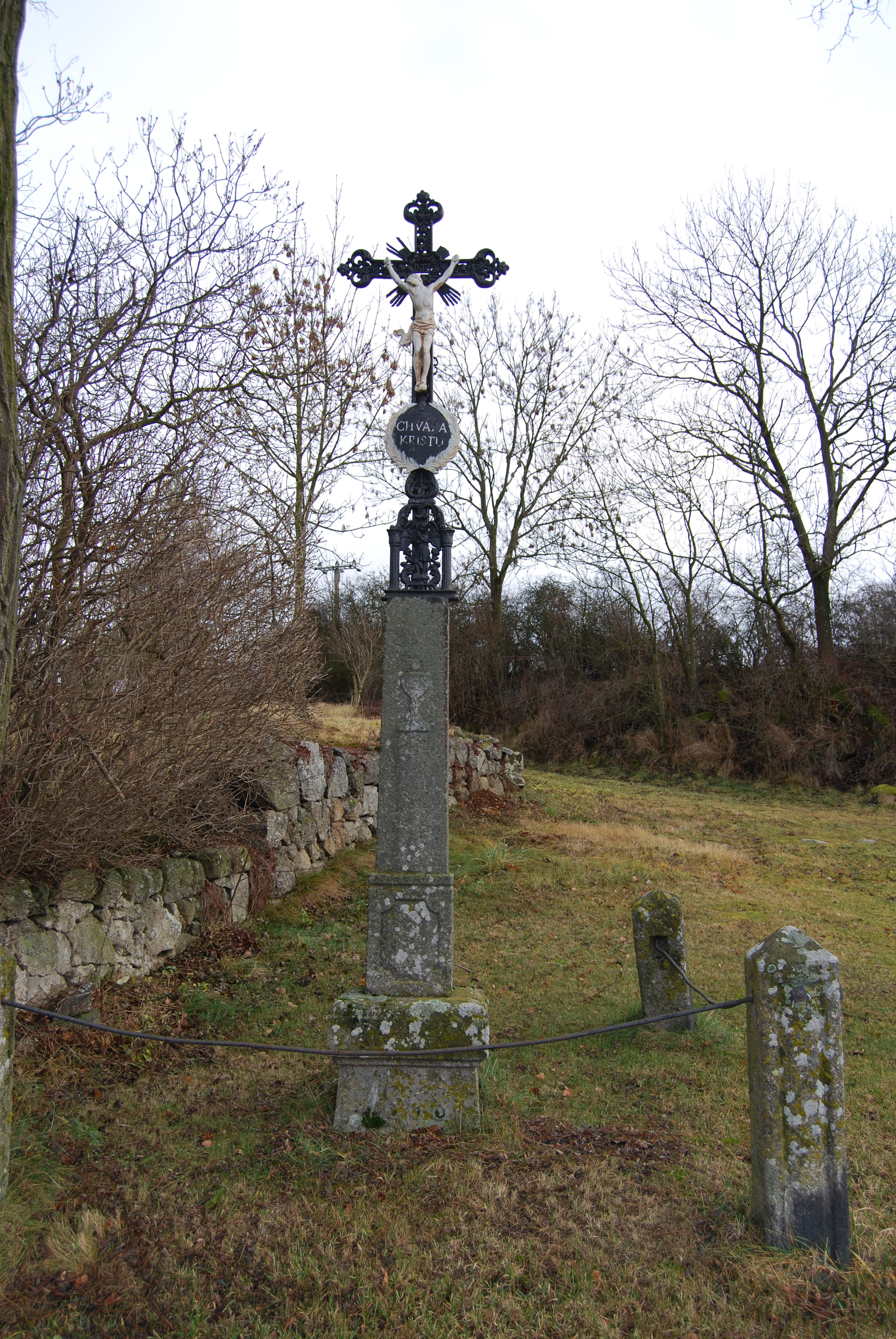
Kříž ve vsi z roku 1868
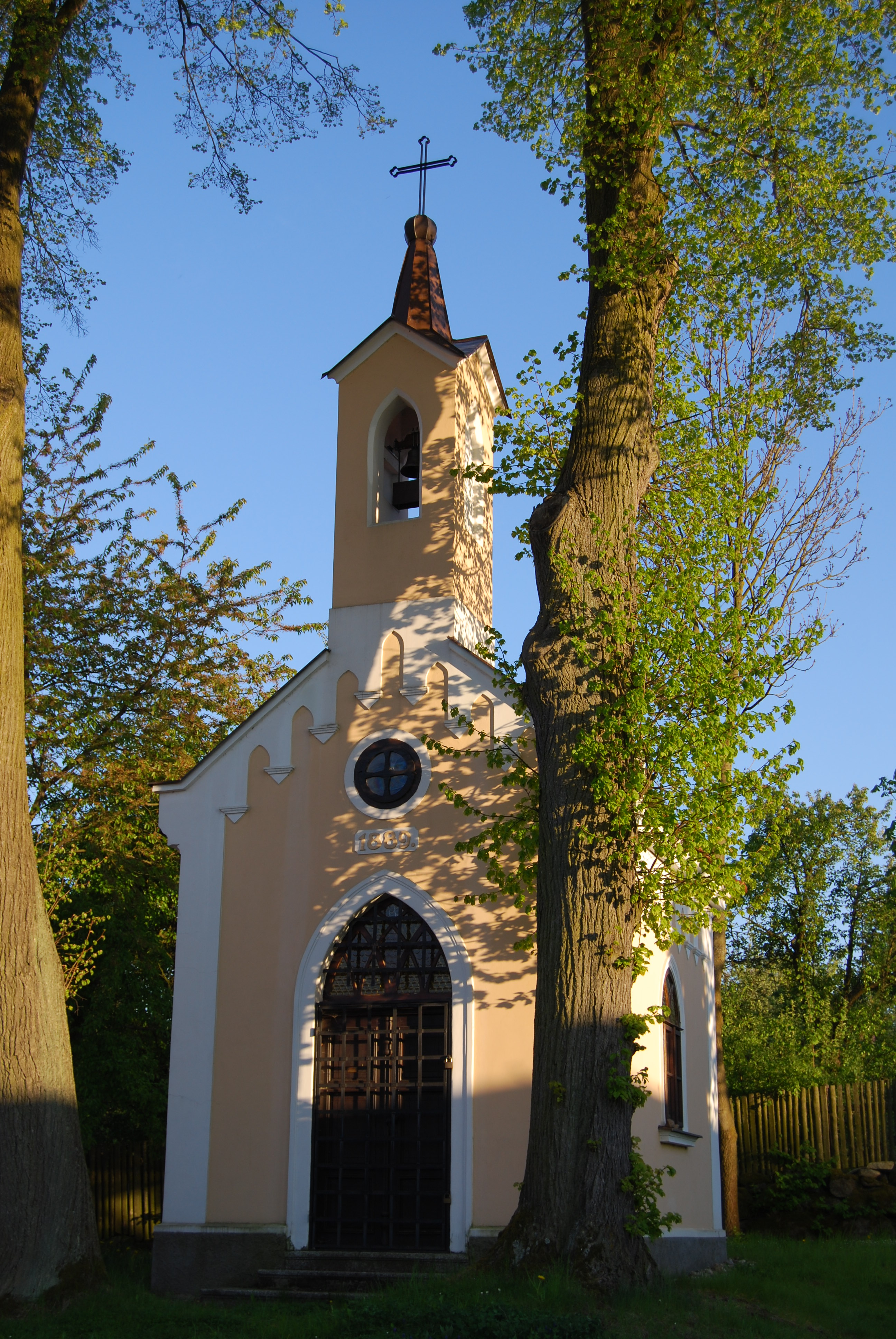
Návesní kaple
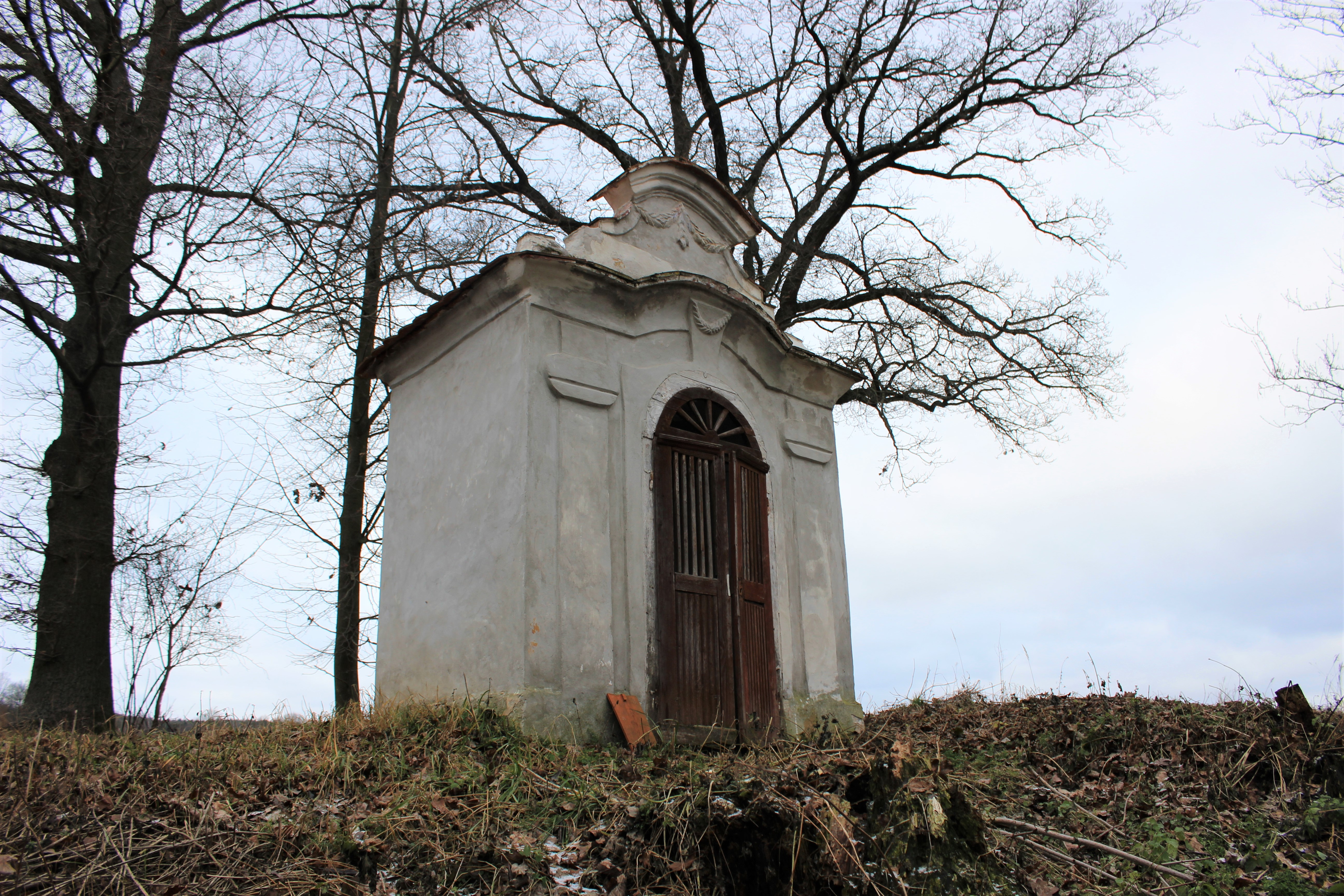
Barokní kaple poblíž vesnice